# Novum
Novum je dvanácté studiové album anglické skupiny Procol Harum. Vydáno bylo 21. dubna roku 2017. Jde o první album kapely od roku 2003, kdy vyšla deska The Well's on Fire. Zároveň jde o vůbec první album v historii kapely, na které jako textař nepřispěl Keith Reid. Album produkoval Dennis Weinreich. Autorkou obalu desky je Julia Brown.

## Seznam skladeb
1. „I Told on You“
2. „Last Chance Motel“
3. „Image of the Beast“
4. „Soldier“
5. „Don't Get Caught“
6. „Neighbour“
7. „Sunday Morning“
8. „Businessman“
9. „Can't Say That“
10. „The Only One“
11. „Somewhen“

## Obsazení
- Gary Brooker – klavír, akordeon, zpěv
- Josh Phillips – varhany, zpěv
- Geoff Whitehorn – kytara
- Matt Pegg – baskytara
- Geoff Dunn – bicí